# Jai Singh I.

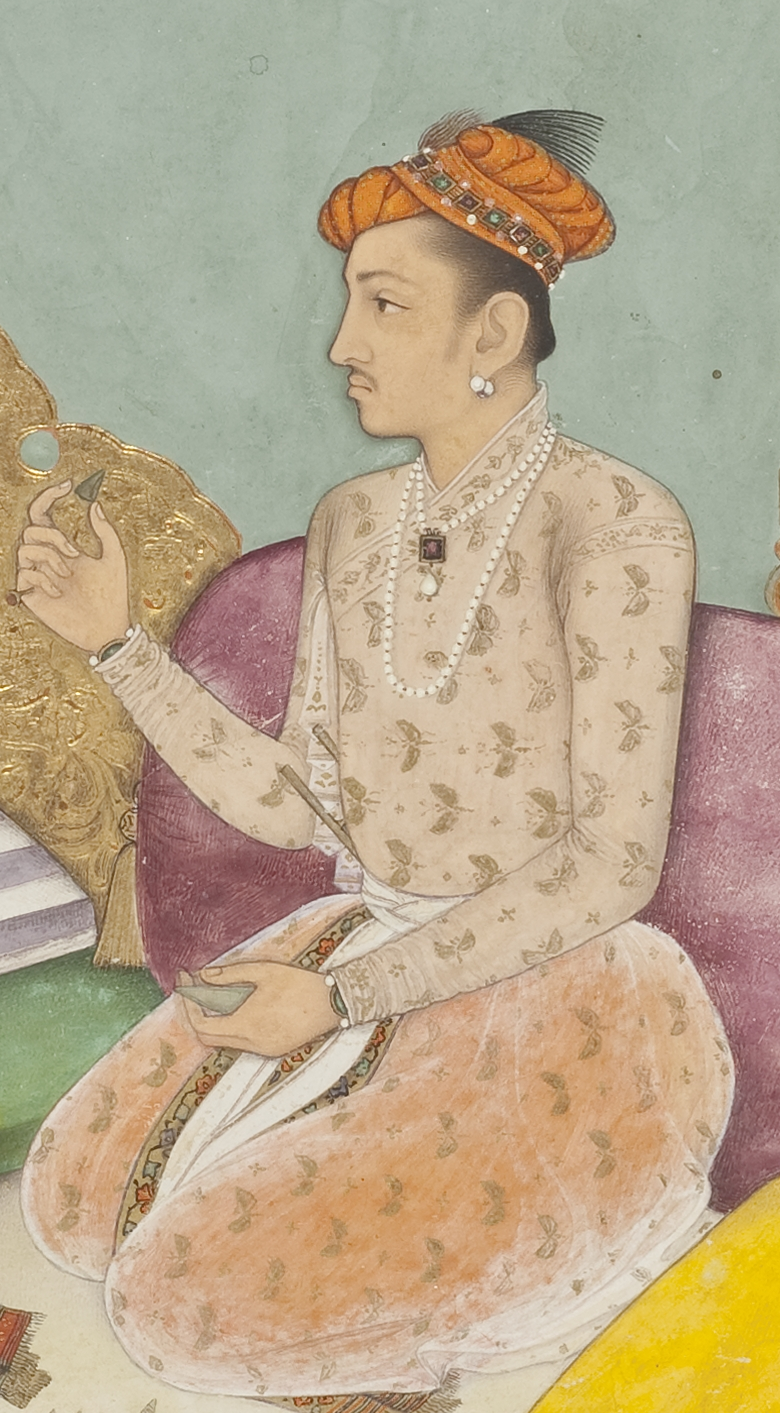
Raja Jai Singh I.

Jai Singh I. (* 15. Juli 1611 in Amber; † 28. August 1667 in Burhanpur) war ein indischer Herrscher. Er wurde im Alter von 10 Jahren Raja von Amber. Später war er – als Hindu – Heerführer unter den islamischen Mogul-Herrschern Shah Jahan (reg. 1628–1658) und Aurangzeb (reg. 1658–1707).

## Biografie
Jai Singh war der Sohn von Raja Maha Singh und seiner Gemahlin Damayanti, einer Mewar-Prinzessin. Sein Aufstieg begann im Jahr 1627, als er – zusammen mit der Armee des Thronfolgers Shah Jahan – nach dem Tod des Großmoguls Jahangir aufständische Heeresteile unter der Führung von Khan Jahan Lodi vernichtend schlagen konnte. Von den Moguln erhielt er den militärischen Rang eines Befehlshabers von 4000, später von 5000. Um die Mitte des 17. Jahrhunderts nahm er an mehreren Feldzügen Shah Jahans zur Eroberung von Kandahar im heutigen Afghanistan teil. Während der Thronfolgestreitigkeiten des Jahres 1657 zwischen den Söhnen des kränkelnden Shah Jahan wurde er von Dara Shikoh in den Rang eines Kommandeurs von 6000 erhoben, was ihn bei Aurangzeb, dem Gewinner des Thronkampfes, in ein verdächtiges Licht rückte. Da dieser zunächst aber nur über eine schwache Machtbasis verfügte und auf Hilfe anderer angewiesen war, beförderte er Jai Singh zum Befehlshaber von 7000. Im Jahr 1659 ließ Aurangzeb, der seinen Vater bis zu dessen Tod (1666) im Fort von Agra gefangenhielt, Dara Shikoh hinrichten.
Seit den 1650er Jahren befehligte Jai Singh die Mogul-Armee auf dem Dekkan, wo er in die Auseinandersetzungen des expandierenden Mogulreichs mit den unabhängigen Dekkan-Sultanaten verwickelt wurde und sich zusätzlich noch mit der aufstrebenden Macht der Marathen unter ihrem Anführer Shivaji auseinandersetzen musste. In den Jahren 1665/66 versuchte er – gemeinsam mit Heereseinheiten Shivajis – Bijapur zu erobern, was ihm trotz einer langen Belagerung nicht gelang. Später entkam Shivaji auf ungeklärte Weise seinem Hausarrest in Agra, wo er von Ram Singh, dem Sohn Jai Sings, bewacht wurde. Für den kostenträchtigen Feldzug auf dem Dekkan erstattete Aurangzeb nur 3 Millionen Rupien anstelle der tatsächlichen, von Jai Singh vorfinanzierten, Kosten von über 10 Millionen. Jai Singh geriet zunehmend ins politische Abseits und verstarb unter ungeklärten Umständen (möglicherweise infolge eines Giftanschlages im Auftrag des Großmoguls) am 28. August 1667 in Burhanpur.

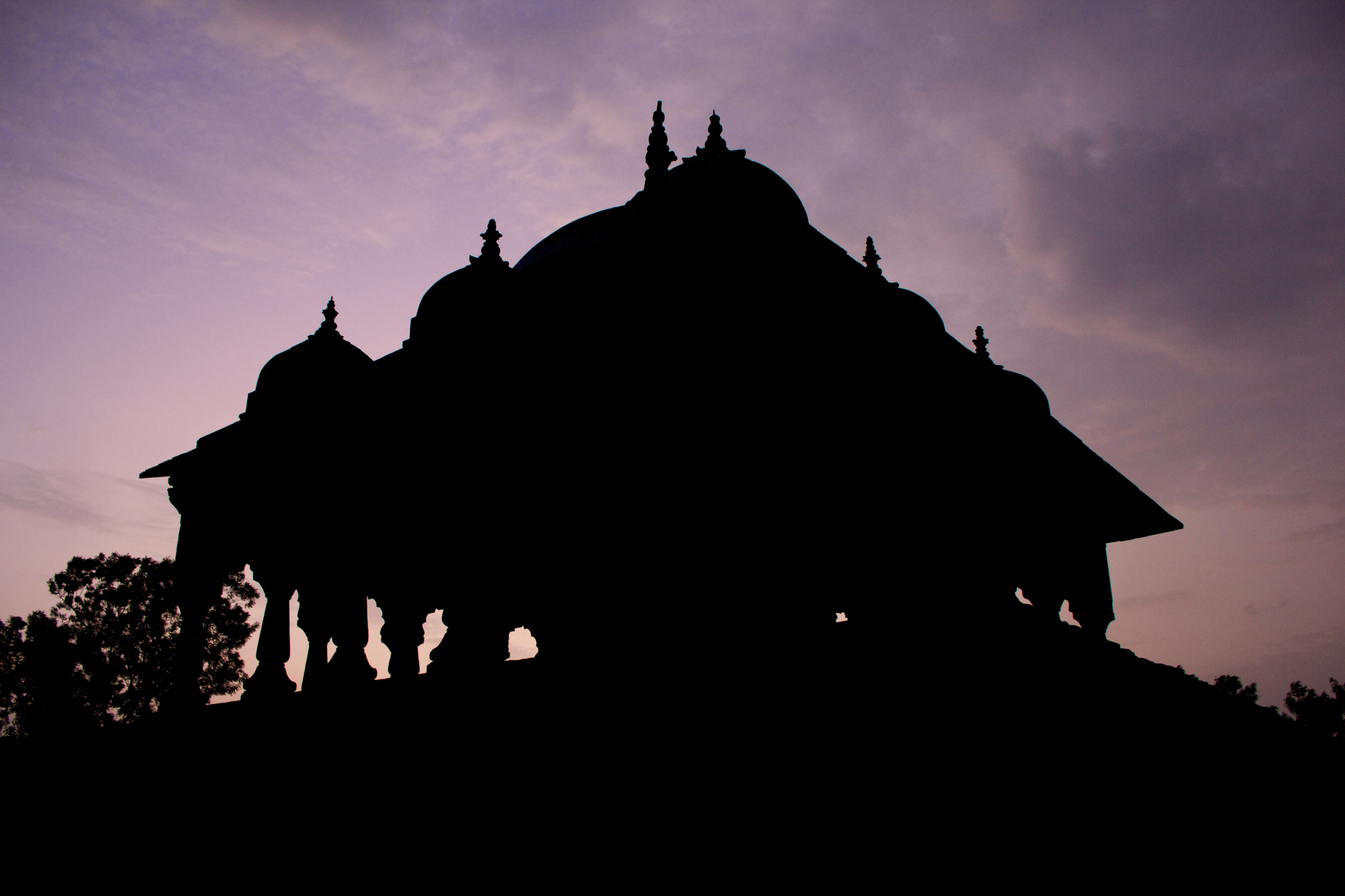
Raja Ki Chhatri

## Grabmal
Aurangzeb ließ seinem Heerführer Jai Singh, der den Ehrentitel Mirza Raja trug, an dessen Verbrennungsstätte vor den Toren der Stadt Burhanpur einen aufwendig gestalteten Memorialbau errichten, welcher unter dem Namen Raja Ki Chhatri bekannt geworden ist. Dieser unterscheidet sich von den anderen Grabmälern der Zeit durch das vollständige Fehlen von Außenwänden und seine nur von Säulen getragene, rundum offene Bauweise, die an eine Audienzhalle erinnert.